# Ludwig Schmitt (Agrarwissenschaftler)
Ludwig Schmitt (* 30. Juni 1900 in Ohmes (Kr. Alsfeld); † 30. Januar 1978 in Darmstadt) war ein deutscher Agrikulturchemiker.

## Leben und Wirken
Ludwig Schmitt studierte Chemie an der Technischen Hochschule Darmstadt, promovierte dort 1924 und trat ein Jahr später als Chemiker in den Dienst der durch das Wirken von Paul Wagner international bekannten Landwirtschaftlichen Versuchsstation Darmstadt. Seit 1933 leitete Schmitt diese Forschungsstätte als geschäftsführender und seit 1937 als planmäßiger Direktor. Bereits 1932 hatte er an der Technischen Hochschule Darmstadt die Venia legendi für das Fachgebiet Agrikulturchemie erworben und hielt seitdem 
dort Vorlesungen. 1940 wurde er zum außerplanmäßigen Professor ernannt.
Neben seinen Tätigkeiten als Leiter der Darmstädter Versuchsstation und als Hochschullehrer widmete sich Schmitt intensiv Aufgaben im Verband Deutscher Landwirtschaftlicher Untersuchungs- und Forschungsanstalten. Von 1942 bis 1945 (damalige Bezeichnung: „Reichsverband der Landwirtschaftlichen Untersuchungsämter und Versuchsanstalten“) und von 1948 bis 1967 war er Präsident dieses Verbandes. 1949 gründete er als Nachfolgeorgan der Zeitschrift Die landwirtschaftlichen Versuchsstationen die Zeitschrift Landwirtschaftliche Forschung. Als Hauptschriftleiter hat er das wissenschaftliche Profil dieser Verbandszeitschrift entscheidend mitgeprägt.
Schmitts Forschungsinteresse galt vornehmlich den Problemen der Mineraldüngung. Er veröffentlichte mehr als 300 wissenschaftliche Aufsätze und eine Vielzahl von Büchern und Schriften. Hervorzuheben ist ein Handbuch über die Untersuchung von Düngemitteln (1941, 1952) – jahrzehntelang ein methodisches Standardwerk. Als besonders beachtenswert von seinen Spätwerken gelten die Schriften Richtlinien für die Auswertung von Düngungsversuchen (1959) und Die Spurennährstoffe in der modernen Düngerlehre (1965). Schmitt verstand es, wissenschaftliche Erkenntnisse in klarer allgemeinverständlicher Form darzustellen, zum Beispiel in den von ihm herausgegebenen Landwirtschaftlichen Lehrheften (1949–1964).
Für das Verständnis der gegenwärtigen Landbauwissenschaft hielt Schmitt die Kenntnis ihrer Entwicklungsgeschichte für unabdingbar. In vielen seiner Veröffentlichungen behandelt er historische Zusammenhänge und rückt die Leistungen einzelner Wissenschaftler in das rechte Licht. Mehrere Beiträge publizierte er über Justus von Liebigs Verdienste für die Landwirtschaft. Das Lebenswerk des Agrikulturchemikers Paul Wagner, seines Amtsvorgängers, würdigte er in einem Buch, das 1957 unter dem Titel Wenn die Ährenfelder rauschen erschienen ist.
Für seine Verdienste um die Landbauwissenschaft wurde Schmitt mehrfach ausgezeichnet. Er erhielt u. a. den Justus Liebig-Preis der Universität Gießen, die Verdienstmedaille in Gold der Internationalen Vereinigung für Handelsdünger, die Goldene Ehrenplakette des Hessischen Landwirtschaftsministeriums und die Silberne Max-Eyth-Denkmünze der Deutschen Landwirtschafts-Gesellschaft.

## Schriften
- Der Einfluß des Handelsdüngers auf das Pflanzenwachstum und auf verschiedene Eigenschaften kalkarmer Mineralböden. Verlagsgesellschaft für Ackerbau Berlin 1932.
- Die Kalkdüngung. Reichsnährstandsverlag Berlin 1937; 4. Aufl. 1943. 5. Aufl. unter dem Titel Wegweiser für die Kalkdüngung. Justus v. Liebig Verlag Darmstadt 1950.
- Die Untersuchung von Düngemitteln. Neumann Verlag Radebeul und Berlin 1941; 2. Aufl. ebd. 1954 = Handbuch der landwirtschaftlichen Untersuchungsmethodik (Methodenbuch) Bd. 2.
- Landwirtschaftliche Lehrhefte. Justus v. Liebig Verlag Darmstadt, H. 1–7, 1949–1964. Darin u. a.: Kreislauf der Bodenfruchtbarkeit, H. 1, 1949; Die frühere und heutige Erzeugungskraft der Mineraldüngung H. 4, 1959; Der Wirkungswert des Düngestickstoffs im Wandel der Zeiten H. 5, 1960.
- Vom Segen der richtigen Düngung. Eine Neubearbeitung der Düngerfibel der DLG. DLG Verlags-Gesellschaft Frankfurt am Main 1954; 2. Aufl. ebd. 1958.
- 75 Jahre Thomasphosphat. Ein entwicklungsgeschichtlicher Rückblick mit praktischen wichtigen Erfahrungen langjähriger Versuchsarbeiten. J. D. Sauerländer´s Verlag Frankfurt am Main 1954.
- Wenn die Ährenfelder rauschen. Paul Wagners Forscherleben für die Landwirtschaft. DLG Verlags-Gesellschaft Frankfurt am Main 1957.
- Richtlinien für die Auswertung von Düngungsversuchen. DLG Verlags-Gesellschaft Frankfurt am Main 1959.
- Die Spurennährstoffe in der modernen Düngerlehre. J. D. Sauerländer´s Verlag Frankfurt am Main 1965.
- Justus von Liebigs großes Geschenk an die Menschheit. In: Landwirtschaftliche Forschung, Sonderheft 29, 1973, S. 28–37.
- 75 Jahre Darmstädter Wiesendüngungsversuche mit Ergebnissen der ältesten exakten Versuche des europäischen Festlandes (mit Alice Brauer). J. D. Sauerländer´s Verlag Frankfurt am Main 1979.